# Jaromír Vomáčka
Jaromír Vomáčka (23. března 1923 Dašice – 7. července 1978 Praha) byl český hudební skladatel populárních písní a především divadelní a filmové hudby, klavírista a herec.

## Život
Základní školu vychodil v Dašicích, maturoval na reálce v Pardubicích v r. 1941. Hru na klavír studoval u své tety Květy Petruškové, učitelky hudby v Dašicích. Muzikantskou dráhu zahájil v kavárenské kapele Jaroslava Mangla v Pardubicích jako sedmnáctiletý student. Kromě klavíru hrál také na housle, harmoniku a když bylo třeba, také na trubku.
Několik let byl manželem zpěvačky Yvetty Simonové, pro niž skládal písně. Zákaz působení, kterým se mu komunistický režim pomstil za protiokupační píseň Běž domů, Ivane z roku 1968, výrazně přispěl ke zhoršení jeho srdeční nemoci, zemřel na infarkt ve věku 55 let. V závěrečných titulcích seriálu Kamarádi (1969) je jako autor hudby uveden pouze v jednom díle.
Díky Nadaci Život umělce, která pečuje o pietní místa na více hřbitovech, byla urna Jaromíra Vomáčky uložena 25. června 2025 do hrobu na Vinohradském hřbitově.

## Dílo
Mezi jeho nejznámější skladby patří písně Lékořice (pro Václava Neckáře), Zhasněte lampiony, Já jsem zamilovaná (obě pro Yvettu Simonovou), Vánoce, vánoce přicházejí! (z roku 1962, text Zdeněk Borovec), v roce 1968 složil protestní píseň Dobře míněná rada se symbolickým refrénem „Běž domů, Ivane...“ (podle sloganu humoristy Václava Mikoláška), dále hudbu k televizním seriálům Kamarádi a Pan Tau i k jeho pozdější filmové verzi.
Kromě skladatelské činnosti také spoluzaložil Divadlo Na zábradlí, hrál v několika divadelních hrách (např. roli Fausta ve hře Faust, Markéta, služka a já) a v televizních filmech (Sedmikrásky, Ovoce stromů rajských jíme).
.

## Filmová a televizní hudba
- 1961 Plivník dlaždiče Housky
- 1962 Zhasněte lampióny
- 1964 Komedie s Klikou
- 1965 Otýlie a 1580 kaněk
- 1965 Člověk proti sobě
- 1965 Každý mladý muž
- 1966 Pan Tau – Das erste Abenteuer (film)
- 1967 Přísně tajné premiéry
- 1969 Panenství a kriminál
- 1969 Hádavá pohádka
- 1969 Pan Tau (TV seriál)
- 1969 Kamarádi (TV seriál)
- 1970 Jak šli nadělovat
- 1971 Kam slunce nechodí (písně)
- 1977 O líném Honzovi